# 蚕蛹 (小吃)
蠶蛹（韓文原意為「蛹」），是韓國的食用昆蟲小吃。主要是將蠶的蛹給煮熟或蒸熟後，放在紙杯中，配上牙籤供人享用。
食用者通常形容蠶蛹的味道為：「有堅果與蝦子味、還有點像罐裝玉米」；罐頭蠶蛹的味道則吃起來「很像輪胎橡膠」、口感緊實耐嚼。
蠶蛹湯（韓語：번데기탕）也是常見的食用型態。通常，蠶蛹會和醬油、辣椒、大蒜、蔥、和紅辣椒粉煮在一起。在韓國的酒店，是很常見的下酒小吃。韓國的超市與便利商店，也有賣罐頭蠶蛹、與罐頭蠶蛹湯。

## 歷史
韓國的蠶業史長達4,000年，但與此對比，韓國人食用作為蠶業副產品的蠶蛹，歷史則短得多。約1920年代起，韓國的養蠶農家，開始會食用蠶蛹；而在韓戰爆發、政府大力扶植蠶業後，韓國人才開始大規模食用蠶蛹。在國民普遍貧困的當時，蠶蛹被普遍視為既便宜又營養的食品，從而廣受歡迎。

## 畫廊

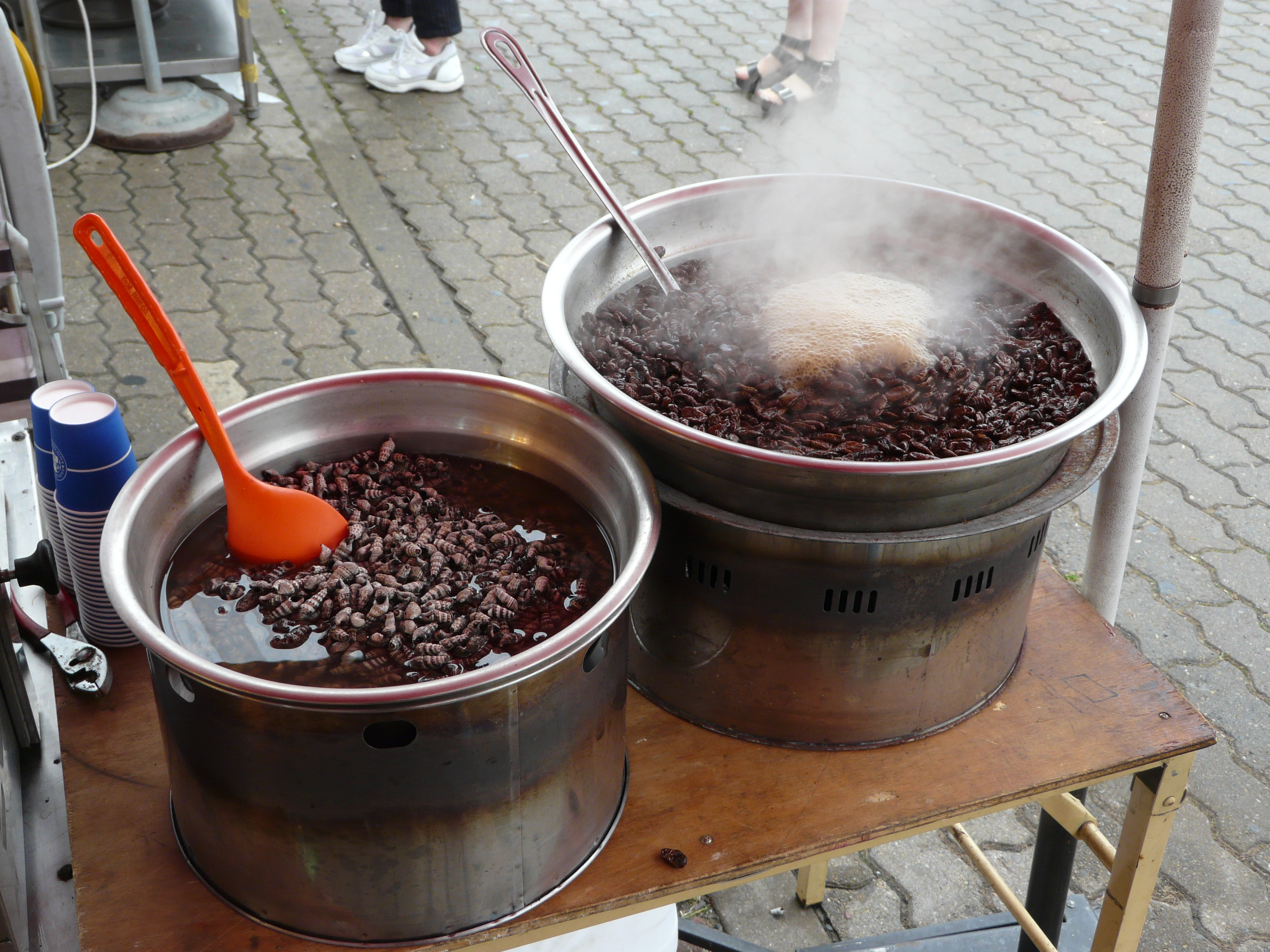
街頭販賣的蠶蛹
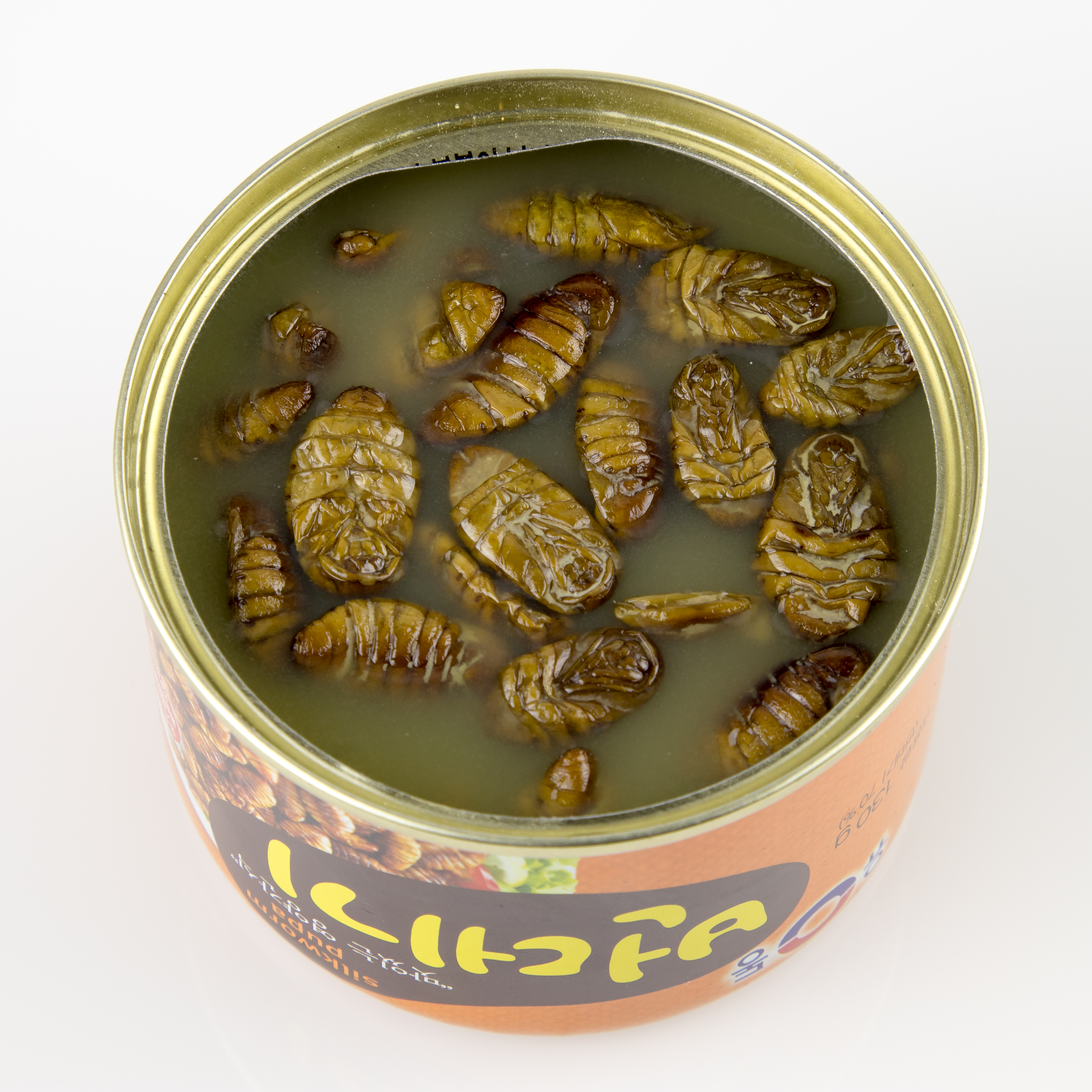
罐頭蠶蛹